# 巴士底日事件
巴士底日事件或巴士底日閃焰是在第23太陽週期靠近太陽極大期的峰值，發生於2000年7月14日的一次巨大太陽閃焰。在活躍區9077產生了一個X5.7級的閃焰，15分鐘之後，高能量的質子轟擊到電離層，引發了S3輻射風暴。這是1989年以來最大的太陽輻射事件。這次的質子事件比早先，1995的SOHO和1997年的ACE，記錄到的任一事件都要強4倍以上。伴隨著閃焰之後是整個日冕的日冕物質拋射，和在7月15-16日的超級地磁風暴。在7月15日之後幾小時的峰值達到極端強烈的G5等級。

## 综述

### 耀斑与太阳质子事件
2003年7月14日10时03分至10时24分，太阳黑子区域9077发生了一次正对地球的X5.7级的太阳耀斑，并伴随一场全光晕日冕物质抛射。
从协调世界时10:41左右开始，GOES卫星开始探测一个强烈的S3太阳质子事件 ，与X5.7级耀斑有关。这导致高能质子穿透和电离地球电离层的部分，并在太阳和太阳圈探测器的诸如EIT和LASCO仪器等各种卫星成像系统中产生雪花般的噪音。其中一些高能粒子有足够的能量在地球表面产生影响，这种现象被称为地面增强效应。虽然耀斑并不是特别强烈，但其却引发的自1967年以来第四大的太阳质子事件
。

### 磁爆
在探测到太阳耀斑之后，在10:54开始的日冕仪数据中也探测到了晕，或者说是正对地球的日冕物质抛射。这次日冕物质抛射于7月15日到达地球，造成7月15日至16日的磁暴，将在7月15日晚些时候达到峰值即Kp9+（极端），即G5磁暴。人们记录到峰值地磁扰动指数为 -301nT。磁爆对电力变压器和卫星造成了轻微损坏。这也是自1989年3月以来仅有的三次太阳风暴中的一次峰值Kp指数达到9+，其他两次是2003年的万圣节太阳风暴和2024年5月太阳风暴。

## 後果
由於是自發射各種太陽監測衛星以來的第一次重大太陽風暴，巴士底日事件被證明對於幫助科學家拼湊出太陽噴發如何發生的一般理論以及保護地球免受更大事件的影響具有重要意義。例如未來某一天的卡林頓級事件。
航海家1號和航海家2號也觀測到巴士底日事件，因此它也是在最遠距離被觀測到的太陽風暴。

## 外部連結
- Views of the 'Bastille Day' Sun, July 2000. (pictures)
- 'Bastille Day' Flare Animations （页面存档备份，存于）
- Propagation of Bastille Day Event to Voyagers 1 & 2 （页面存档备份，存于）
- High-Energy Ions Energized by Bastille Day 2000 Shock Bombardment （页面存档备份，存于）
- Ulysses Observations of Solar Energetic Particles From the Bastille Day Event